# KARASU (パーソナリティ)
KARASU（カラス、横内 則子(よこうち のりこ)、1958年6月30日 - ）は、北海道を拠点に活動するラジオパーソナリティ。北海道雨竜町出身。経専学園放送芸術学科卒業。O型。既婚者。

## 概要
AIR-G'（FM北海道）の開局当時からDJを務め、中田美知子らと並んでAIR-G'を代表するパーソナリティーの一人でもある。現在は、KARASU名義で活動中であり、書道家としての活動にも力を入れている。

## DJ名の由来
「カラス」という名は、かつて『FM電リク・テレホンジャック7』の放送開始時当初には「電リクをすれば喜びも悲しみもカラッとすっ飛ぶ」の略であると解説されていたが、いつの頃からか「カラッとすっ飛び"カラス"こと〜」と解説が簡略化されるようになった。

## 出演

### ラジオ
メインパーソナリティー
- R-50 SOUND GRAFFITI（2010年10月 - 、隔週土曜 7:00 - 7:30）
- FM FOLK KIDS（2016年4月3日‐  毎週日曜 5:00 - 5:30）
- GLAY RADIO FAN MEETING（2020年1月3日 - 、毎週月曜 21:30 - 21:55）
- 4 your SMILE 〜Once in a lifetime〜（2022年4月2日 - 、毎週土曜 20:00 - 21:00）

過去
- AIR-G' ALBUM COUNT DOWN
- カラスの言葉音
- FM電リク・テレホンジャック7[1]
- FMスカイステーション[1]
- 週刊カラスの森（毎週土曜 20:00 - 20:30）